# Mohyliv-Podilskyi
Mohyliv-Podilskyi (tiếng Ukraina: Могилів-Подільський) là một thành phố của Ukraina. Thành phố này thuộc tỉnh Vinnytsia. Thành phố này có diện tích ? km2, dân số theo điều tra dân số năm 2001 là 32853 người.

## Địa lý

### Khí hậu
| Dữ liệu khí hậu của Mohyliv-Podilskyi       | Dữ liệu khí hậu của Mohyliv-Podilskyi | Dữ liệu khí hậu của Mohyliv-Podilskyi | Dữ liệu khí hậu của Mohyliv-Podilskyi | Dữ liệu khí hậu của Mohyliv-Podilskyi | Dữ liệu khí hậu của Mohyliv-Podilskyi | Dữ liệu khí hậu của Mohyliv-Podilskyi | Dữ liệu khí hậu của Mohyliv-Podilskyi | Dữ liệu khí hậu của Mohyliv-Podilskyi | Dữ liệu khí hậu của Mohyliv-Podilskyi | Dữ liệu khí hậu của Mohyliv-Podilskyi | Dữ liệu khí hậu của Mohyliv-Podilskyi | Dữ liệu khí hậu của Mohyliv-Podilskyi | Dữ liệu khí hậu của Mohyliv-Podilskyi |
| Tháng                                       | 1                                     | 2                                     | 3                                     | 4                                     | 5                                     | 6                                     | 7                                     | 8                                     | 9                                     | 10                                    | 11                                    | 12                                    | Năm                                   |
| ------------------------------------------- | ------------------------------------- | ------------------------------------- | ------------------------------------- | ------------------------------------- | ------------------------------------- | ------------------------------------- | ------------------------------------- | ------------------------------------- | ------------------------------------- | ------------------------------------- | ------------------------------------- | ------------------------------------- | ------------------------------------- |
| Cao kỉ lục °C (°F)                          | 21.3 (70.3)                           | 17.8 (64.0)                           | 23.5 (74.3)                           | 31.5 (88.7)                           | 36.3 (97.3)                           | 37.4 (99.3)                           | 39.6 (103.3)                          | 39.4 (102.9)                          | 36.4 (97.5)                           | 29.4 (84.9)                           | 20.0 (68.0)                           | 13.1 (55.6)                           | 39.6 (103.3)                          |
| Trung bình ngày tối đa °C (°F)              | −1.8 (28.8)                           | −0.7 (30.7)                           | 5.9 (42.6)                            | 15.6 (60.1)                           | 22.7 (72.9)                           | 26.2 (79.2)                           | 28.5 (83.3)                           | 27.7 (81.9)                           | 21.4 (70.5)                           | 13.3 (55.9)                           | 5.1 (41.2)                            | 0.2 (32.4)                            | 13.7 (56.7)                           |
| Trung bình ngày °C (°F)                     | −4.6 (23.7)                           | −4.3 (24.3)                           | 1.5 (34.7)                            | 9.7 (49.5)                            | 15.7 (60.3)                           | 19.6 (67.3)                           | 21.8 (71.2)                           | 20.4 (68.7)                           | 14.6 (58.3)                           | 8.0 (46.4)                            | 2.0 (35.6)                            | −2.6 (27.3)                           | 8.5 (47.3)                            |
| Tối thiểu trung bình ngày °C (°F)           | −7.5 (18.5)                           | −7.8 (18.0)                           | −2.8 (27.0)                           | 3.8 (38.8)                            | 8.7 (47.7)                            | 13.0 (55.4)                           | 15.0 (59.0)                           | 13.0 (55.4)                           | 7.7 (45.9)                            | 2.7 (36.9)                            | −1.0 (30.2)                           | −5.5 (22.1)                           | 3.3 (37.9)                            |
| Thấp kỉ lục °C (°F)                         | −33.6 (−28.5)                         | −30.8 (−23.4)                         | −29.7 (−21.5)                         | −9.0 (15.8)                           | −2.7 (27.1)                           | 1.1 (34.0)                            | 6.6 (43.9)                            | 2.5 (36.5)                            | −6.7 (19.9)                           | −10.8 (12.6)                          | −22.6 (−8.7)                          | −33.2 (−27.8)                         | −33.6 (−28.5)                         |
| Nguồn: Клімат та погода Могилів-Подільський |                                       |                                       |                                       |                                       |                                       |                                       |                                       |                                       |                                       |                                       |                                       |                                       |                                       |